# Cinema africano
Con l'espressione cinema africano ci si riferisce in genere ai film prodotti nell'Africa subsahariana. Come per altri settori della cultura e dell'arte, infatti, il Nordafrica ha una tradizione propria, più strettamente legata a quelle del bacino del Mediterraneo e del Medio Oriente.
Benché il cinema sia giunto in Africa fin dalla fine del XIX secolo, e il continente africano sia stato usato come ambientazione cinematografica fin dai primi del secolo successivo, la produzione cinematografica africana (come peraltro quella letteraria) ha iniziato a svilupparsi solo dopo la seconda guerra mondiale, nel periodo immediatamente precedente la progressiva decolonizzazione del continente.

## Le caratteristiche del cinema africano

### L'apporto dalla tradizione orale alla letteratura scritta
Le poetiche del cinema d'autore africano nascono indubbiamente in relazione alla tradizione orale africana basata sulla parola, è dunque nella dimensione della narrazione condivisa che si devono rintracciare le origini dell'esperienza cinematografica per questi registi: a questo proposito è importante considerare il ruolo e il senso dell'arte in questi contesti culturali in cui, pur essendoci un'idea forte e chiara dell'estetica, il concetto dell'arte per l'arte è piuttosto assente. Come sottolineava Paulin Soumanou Vieyra già nel 1973, l'Africa entra in scena con i suoi valori culturali ed appare come una manifestazione surreale dell'invisibile. Il cinema è “un mezzo meraviglioso per la descrizione e la satira sociale”. Attraverso la risata, si ricrea una dimensione umana di grande valore sociale per queste culture. In particolare, è interessante rilevare come il cinema per molti di questi autori attribuisca valore primario ai concetti di tempo e di movimento.
Anche il griot, con la sua presenza teatrale e mimica e la sua conoscenza storica e mitologica, compie un viaggio nel tempo attraverso il movimento: la differenza sta nel fatto che l'opera cinematografica limita l'immaginazione del pubblico, in certo senso la può pilotare più precisamente rispetto alla performance del griot. La circolarità del tempo risulta essere invece un elemento comune ad entrambe le arti, ma che viene espresso con propositi differenti: le immagini della tradizione orale sono concrete ma al tempo stesso associative ed intuitive, congiungono la realtà tangibile dell'uomo alla misteriosa entità dell'universo al fine di ripristinare un ordine che è stato sovvertito; allo stesso modo, il linguaggio cinematografico africano molto difficilmente sceglie una dimensione astratta o intellettualistica, ma si sofferma su un luogo, su un fatto o episodio riprendendo altri luoghi ed altri fatti che in un primo momento sembravano essere molto marginali. Infine, si chiude il cerchio proponendo un nuovo ordine o una netta avversità all'ordine stesso. Un importante bagaglio di ispirazione per questi registi è costituito dal corpus delle fiabe e dei racconti tradizionali: anche in questo caso, l'obiettivo è divertire attraverso le suggestioni che l'elemento magico produce. La produzione cinematografica africana abbonda di esempi come il film dell'angolano Rui Duarte Nelisita del 1982 che trae origine dai racconti orali Nyaneka che vedono l'eroe fondatore Nelisita, l'uomo nato già adulto, che salva la sua gente prima afflitta dalla siccità e in seguito dal consumismo importato dall'Occidente, e l'opera di Moustapha Dao che nei suoi film Le neveu du peintre del 1989 e L'oeuf del 1995 mette in scena i personaggi umani e animali della tradizione orale burkinabé; anche Le geste de Ségou di Mambaye Coulibaly del 1989 è un lavoro che parte dalla tradizione orale e dal teatro popolare delle marionette e che si avvale della musica tradizionale come colonna sonora. Anche Gaston Kaboré presenta una versione cinematografica dei racconti e dei miti di fondazione nel suo Wênd Kuuni del 1982 mentre Paulin Soumanou Vieyra utilizza a sprazzi la favola e il mito come espedienti per raccontare le lotte e le contraddizioni della società senegalese: Une nation est née del 1961 è tra le opere più rappresentative di questo pioniere del cinema africano, tra l'altro il primo africano ad essersi laureato all'IDHEC (Institute des Hautes Etudes Cinématographiques) di Parigi. Il suo cinema è il luogo in cui teatro, favole, riti, racconti e lotte rivoluzionarie si intrecciano.
I rapporti tra cinema e parola si sviluppano anche in un'altra direzione, che vede la letteratura africana nel ruolo di tramite e referente reciproco. Molti registi africani sono anche scrittori e autori di saggi (l'esempio per eccellenza è costituito da Ousmane Sembène) e spesso i soggetti dei film sono tratti da romanzi o da racconti dei principali esponenti della letteratura africana contemporanea: è il caso di N'Diongane del 1965 di Vieyra, tratto da un racconto dello scrittore Birago Diop. Anche Idrissa Ouédraogo ha dedicato un'opera alla tradizione orale ed in particolare alla fiaba: Yaaba del 1988 riproduce il linguaggio semplice e metaforico delle fiabe e narra la storia di una donna molto anziana, Sana, della sua quotidianità e dei suoi rapporti con gli altri abitanti del villaggio. Anche le opere di Sarah Maldoror, Monangambee e Sambizanga, sono entrambe tratte dai testi dello scrittore angolano Luandino Vieira.

### Le relazioni con il teatro, la musica e la danza
Diawara sostiene che l'utilizzo di canzoni e danze della tradizione popolare ha lo scopo, per i cineasti africani, di ampliare l'effetto di “realtà oggettiva”. Questa considerazione si riferisce, ad esempio, alle sequenze iniziali del film Xala del 1975 di Ousmane Sembène che presentano delle ambivalenze evidenti: da un lato, si cerca di sferrare un attacco alla nuova classe dirigente che ha dimenticato le proprie origini e dall'altro sembra quasi voler parodiare la rappresentazione eurocentrica stereotipata dell'africano fannullone, sempre dedito alle danze e al divertimento. Anche No tears for Ananse del 1967 di Sam Aryeetey, regista e direttore della Ghana Film Industry Corporation, narra delle avventure dell'eroe Akan attraverso danze, canti e racconti della tradizione orale. Nel caso dell'ivoriano Desiré Ecaré, la danza e le arti tradizionali del canto e della musica africana in genere sono invece i principali motori dell'azione filmica in Visages de femmes del 1985. Grande rilevanza in particolare alla danza e ai canti è riscontrabile anche nell'opera del nigeriano Oumarou Ganda e in Muna Moto (1976) di Jean-Pierre Dikongue-Pipa che esalta al massimo nel montaggio gli aspetti della danza Ngondo e del movimento come vera e propria forza narrativa altamente simbolica capace di rinsaldare i legami sociali, soprattutto fra i più giovani, frantumati dal dilemma fra tradizione e innovazione. Il cinema nigeriano, in particolare quello di Ola Balogun, sin dai suoi esordi dedica molta attenzione alle potenzialità cinematografiche delle danze, dei canti e delle tradizioni performative molto radicate soprattutto nella cultura Yoruba.
La musica e i canti hanno avuto e svolgono tuttora un ruolo fondamentale: l'immagine è in stretta relazione con la colonna sonora che viene cantata, ballata, suonata spesso in presa diretta, nutrendo il cinema africano e diventando segno di lotta e di resistenza. Non si mette in scena solo la tradizione musicale e coreutica dei villaggi ma in moltissime cinematografie africane, la musica, il canto e la danza sono creazioni artistiche della contemporaneità: è il caso del cinema del Sudafrica ma anche delle opere di video-artisti dell'ultima generazione.
La figura teatrale rappresentativa della tradizione in Africa è il griot, al centro di numerose produzioni cinematografiche africane: già in Borom Sarret del 1963 e in Ceddo del 1977, Sembène pone al centro della sua opera questo personaggio centrale nella cultura dei paesi dell'Africa sub-sahariana, in una accezione critica e demistificatrice. Il signore della parola nei film del regista senegalese è una figura negativa che domina la narrazione e ostenta il suo potere politico e sociale. In Djeli del 1980 di Fadika Kramo Lanciné il tema sociale dominante è quello della gerarchia delle caste: attraverso il griot, di cui si esaltano le capacità artistiche e il talento innato, si tenta di rompere questa rigidità a favore di una maggiore elasticità tra i ruoli sociali. Anche il maliano Cheick Oumar Sissoko dedica una prima opera alla demistificazione del griot in Nyamanton (1986) e riprende il medesimo tema in Guimba (1995): il protagonista Sambou è un mendicante agli occhi delle nuove generazioni, asservito al suo signore, non più maestro della parola ma vedette del potere politico; al contrario, in Jom (1981) del senegalese Ababakar Samb-Makharam troviamo il griot immortalato come sapiente narratore, garante assoluto della verità e sempre impegnato per portare avanti la rivoluzione del popolo.
Dani Kouyaté propone una rielaborazione culturale della figura del griot nel suo Keita! del 1995: il film ricostruisce la fase liminale di apprendimento da maestro a discepolo, cercando di evocare il più possibile la dimensione affascinante e misteriosa del racconto orale. Dani è il figlio di Sotigui Kouyaté, appartiene cioè ad una delle dinastie più antiche dell'Africa occidentale sub-sahariana; suo padre, uno degli ultimi griot di raffinata bravura, è riuscito a tenere viva la sua arte perfezionandosi come attore e collaborando in particolare con il regista inglese Peter Brook nella sua messinscena teatrale e cinematografica del poema epico indiano “Mahābhārata”. Allo stesso modo il figlio tenta di rivitalizzare questo mestiere così prezioso della tradizione attraverso il cinema e il suo linguaggio diretto e aperto.

### Il viaggio: tempo e spazio nel cinema africano
Il viaggio è un tema assai frequente nella cinematografia africana e generalmente è inteso come spostamento “forzato” dal villaggio verso la città; questo percorso a volte si conclude con un ritorno ma in molti altri casi si risolve in un ossessivo vagheggiamento di ciò che si aveva e che si è perduto inesorabilmente.
Il viaggio intrapreso da Kalifa e Fanta in Nyamanton di Sissoko è tra due luoghi simbolici: la casa, ovvero la dimensione interiore dei due co-protagonisti e la città, il mondo esterno fatto di pericoli e di imprevisti. È nel percorso casa-città che i due giovani comprendono le ingiustizie del mondo e diventano consapevoli delle loro rispettive responsabilità. Anche in Ceddo (1977) di Sembène il viaggio è funzionale alla presa di coscienza dei protagonisti, in questo caso però il finale non è necessariamente dato dal ritorno ma lascia una prospettiva aperta ed inquietante.
Il viaggio può essere anche un percorso iniziatico e spirituale come nel caso di Sankofa (1993) di Hailè Gerima: Sankofa in lingua akan significa “ritornare al passato per volgersi al futuro”. Il film comincia con l'invito da parte del guardiano del Castello di Cape Coast a compiere un viaggio nel tempo attraverso la memoria per recuperare la propria identità. L'uccello che volteggia sopra le teste dei protagonisti serve a ricordare il legame che si ha con il proprio passato che bisogna conoscere e tramandare; Mona-Schola, modella afro-americana che si trova in Ghana per un servizio fotografico, scopre che si tratta del medesimo luogo dove venivano tenuti prigionieri gli schiavi prima di essere imbarcati verso le Americhe. All'improvviso gli spiriti degli antenati si impossessano di lei che, trasportata dall'uccello sulle sue ali, potrà compiere il suo viaggio nella memoria e ritornare finalmente libera alla sua terra d'origine. Il viaggio nel tempo e nella storia è al centro dell'opera del regista etiope emigrato negli Stati Uniti, Hailè Gerima, che sceglie la dimensione epica per tenere viva la memoria e ricostruire la propria identità e il suo cinema si avvale per questo degli espedienti del documentario.
Anche il protagonista di Buud Yam (1997) di Gaston Kaboré intraprende un lungo viaggio all'interno del suo paese per trovare le cure che guariscano una sua cara amica. L'espediente serve all'uomo, ormai diventato adulto rispetto al precedente lavoro di Kaboré, Wend Kuuni (1982), per dimostrare il suo valore agli anziani del villaggio che nutrono dei pregiudizi su di lui.
Il tema del viaggio porta con sé i concetti di tempo e di spazio: abbiamo già analizzato seppur brevemente la concezione ciclica del tempo in questi autori. Resta da sottolineare l'importanza attribuita anche allo spazio, che nel cinema africano è sempre ben definito e riconoscibile.
Da set cinematografico per i registi occidentali, l'Africa diventa scenario dei suoi stessi cineasti che rappresentano i luoghi dell'agire umano. La musica, i dialoghi e i ritmi consentono di individuare facilmente il contesto in cui sta svolgendo l'azione cinematografica: i luoghi che appaiono in Borom Sarret, opera prima del grande regista senegalese Ousmane Sembène, oltre ad avere una funzione drammatica legata alla storia, costituiscono un percorso di cui il regista si riappropria, come nel caso del mercato di Sandaga che risulta essere estremamente riconoscibile e familiare per qualunque africano, molto meno anche per il più attento spettatore occidentale. Raramente, gli autori del cinema africano scelgono il paesaggio come protagonista assoluto dei loro film, eccezion fatta per i documentari: al contrario, invece, l'Europa e gli spazi extra-africani sono estremamente evidenziati dal cineocchio come nel caso del cartello stradale con l'indicazione per Antibes nel celebre film La noire de... (1966) di Sembène, considerato uno dei primi lungometraggi della storia del cinema nel continente.

## Le poetiche del cinema africano

### Storia delle cinematografie nazionali
Il lavoro con cui esordisce Vieyra nel 1955 è considerato all'unanimità il primo cortometraggio di un regista africano: il tema di Afrique-sur-Seine è facilmente deducibile dal titolo.
In questi primi anni di vita per il cinema dell'Africa nera, gli autori/registi attribuiscono molta importanza e valore alle immagini che devono permettere all'Africa di riscattarsi dalla condizione di miseria, di corruzione politica e di sottomissione all'Occidente, perpetuatasi per secoli. Pressoché tutti i cineasti “delle origini” intendevano denunciare attraverso le immagini la realtà della decolonizzazione e promuovere una presa di coscienza da parte dei concittadini. Il nigerino Moustapha Alassane, già assistente di Jean Rouch, esordisce in questi anni con il suo primo cortometraggio a soggetto etnografico sul tema della preparazione tradizionale ad un matrimonio (Aouré 1961) e immediatamente dopo con i primissimi film d'animazione, Le piroguier e La pileuse de mil, entrambi del 1962.
Ousmane Sembène, come si è già visto, è il primo regista di un film girato completamente in Africa, a Dakar (Borom Sarret 1963), opera che influenzerà molto la nascita della corrente Nouvelle Vague in Francia: da questo momento in poi nasce effettivamente il cinema dell'Africa e per l'Africa a livello globale, come emerge chiaramente dalle parole di Frank Ukadike: “Con la proiezione di Borom Sarret si ebbe la sensazione di una vera produzione cinematografica africana. Al Festival Internazionale di Tours del 1963 il film passò alla storia come prima opera cinematografica africana vista da un pubblico pagante di spettatori di tutto il mondo.”
Anche il Niger lega la nascita del suo cinema alla storia europea, in particolare a Rouch e ai suoi amici e collaboratori Alassane e Ganda; entrambi questi autori hanno saputo esprimere con grande originalità le potenzialità del mezzo filmico, affrontando sperimentazioni e percorsi teorici sull'immagine molto complessi.
Gli sviluppi della produzione cinematografica, seppur affrontati con grandi difficoltà soprattutto di ordine economico, portano alla nascita nel 1969 del FESPACO (Festival Panafricain de Cinéma de Ouagadougou) e nel 1970 della FEPACI (Federation Panafricaine des Cinéastes) che riuniva 33 dei paesi del continente promuovendo misure governative di protezione per la distribuzione e attività di incremento della produzione cinematografica africana.
Il Senegal, in cui nasce e opera in quegli anni la Société Nationale de Cinéma (1973-1976), risulta particolarmente produttivo in questo periodo: sicuramente i film più importanti del periodo ad opera di registi senegalesi sono Kaddu Beykat di Safi Faye (la prima donna regista africana), dedicato alla vita delle contadine e al faticoso lavoro nei campi, e N'Diagane e Garga M'Bossé di Mahama Traoré, realizzati entrambi nel 1974 e considerati gemelli per i forti temi in comune: nel primo caso il protagonista è un bambino, dapprima costretto a frequentare la scuola coranica ed in seguito a fare l'elemosina per poi morire di stenti, e nel secondo caso è invece una coppia a costituire l'asse della storia che si sviluppa a partire dal tema dello spostamento villaggio-città. Djibril Diop Mambéty, il poeta del cinema africano, attore, autore e regista anche di teatro, aveva esordito con i corti degli anni 1968/69 Contras City e Badou Boy, girati a Dakar, ma è nel ‘73 che realizza il primo capolavoro assoluto del cinema africano dell'epoca: Touki Bouki, in cui la capitale senegalese e il suo mare fanno da scenario alle speranze e alle illusioni di un giovane pastore e di una studentessa che sognano di imbarcarsi per Parigi.
Nello stesso periodo, anche Costa d'Avorio, Mali e Camerun dimostrarono una grande creatività in ambito cinematografico con le opere divulgative di Henry Duparc (Abusuan del 1972 e L'herbe sauvage del 1977) e con registi quali Roger Gnoam M'Bala (Le Chapeau, 1975) e Timité Bassori (La femme au couteau, 1970); ma è soprattutto Désiré Ecaré ad emergere in questo periodo con A nous deux, France! del 1970 (rititolato dalla distribuzione francese Femme noire, femme nue), straordinario manifesto poetico e politico sulla bellezza delle donne, e il già citato Visages de femmes (iniziato nel 1973 e finito nel 1985): in quest'opera, il regista inserisce una delle rarissime scene erotiche, peraltro molto lunga e sensuale, del cinema africano di quell'epoca. Daniel Kamwa e Jean-Pierre Dikongue-Pipa emergono in questi anni e insieme a loro si affaccia sul panorama uno dei più grandi registi dell'Africa francofona, Souleymane Cissé, che realizza le sue prime opere sul tema del conflitto generazionale e dell'opposizione fra tradizione e modernità (L'homme et les idoles, 1965 e L'aspirant, 1968) e sulle pratiche rituali d'interesse etnografico, come l'attraversamento annuale del fiume Niger compiuto dalle mandrie di bufali al raduno dei pescatori della zona tra canti e danze tradizionali (Degal à Dialloubé, 1970 e Fete du Sanké del 1971), per approdare ad una poetica degli elementi assai complessa e dalla storia difficile.
È interessante notare come progressivamente questi autori scelgano la lingua indigena veicolare del loro paese (bambara in Mali, woolof in Senegal, yoruba e ibo in Nigeria etc.) sostituendola alle lingue nazionali degli ex Stati coloniali.
Nel 1979 Senegal, Mali, Mauritania, Costa d'Avorio, Burkina Faso, Guinea, Niger, Togo, Benin, Camerun, Gabon, Ciad e Repubblica Centrafricana costituirono il CIDC (Consortium Interafricain de Distribution Cinématographique), cercando con esso di creare un mercato comune per la distribuzione dei film prodotti nei paesi aderenti: il successo di pubblico riscontrato soprattutto nelle edizioni del Fespaco datate 1979 e 1982 aiutò le piccole e medie case di produzione africane a svincolarsi dal sistema di distribuzione occidentale.
Nel 1982, a Niamey in occasione della celebrazione dei funerali di Oumarou Ganda, numerosi membri della Fepaci, guidati da Sembène e da Vieyra, parteciparono ad un seminario ponendosi come obiettivo l'elaborazione collettiva di un bilancio del cinema africano fino ad allora prodotto: i cineasti riuniti raggiunsero l'accordo di lavorare congiuntamente per la creazione di un mercato cinematografico di produzione e distribuzione di tipo nazionale.
I buoni propositi espressi dal Cidc ebbero vita breve: già dal 1985, la grande distribuzione dei film realizzati in Africa tornò nelle mani dei paesi occidentali, soprattutto Francia, Inghilterra e Stati Uniti.
I paesi lusofoni (Angola, Mozambico, Capo Verde, Guinea-Bissau, São Tomé e Príncipe) hanno proposto attraverso le singole opere cinematografiche il tema della lotta per l'indipendenza e l'impegno politico per ricostruire governi ed amministrazioni; le difficoltà incontrate per emanciparsi dal dominio portoghese sono ampiamente documentate nei film di questi paesi in cui si afferma un vero e proprio “cinema di guerriglia”. In Angola, spesso i cineasti mettono a disposizione le loro competenze per documentare le attività dello MPLA (Movimento Popolare per la Liberazione dell'Angola). Sarah Maldoror, guadalupana, è l'esponente principale per l'Angola ma anche il portoghese Rui Duarte lavora molto in questo paese dove gira uno dei suoi lungometraggi più noti, Nelisita (1982). Togolese è invece una delle registe più promettenti del cinema africano, Anne Laure Folly, che realizza documentari e cortometraggi militanti e su temi di genere e che, affascinata dalla figura della Maldoror, le dedica nel 1998 un film, Sarah Maldoror ou la nostalgie de l'utopie. Anche i registi del Mozambico, come Fernando d'Almeida e Silva, condividono l'impegno politico a fianco del FRELIMO (Fronte di Liberazione del Mozambico) nella lotta armata contro la potenza coloniale portoghese, documentando le azioni di rivolta e le tappe storiche della storia dell'indipendenza del paese. In particolare, si segnala inoltre l'opera del regista brasiliano-mozambicano Ruy Guerra, direttore dell'Istituto Nazionale del Cinema, che nel 1979 realizza Mueda, memoria e massacre, film-documento sulla commemorazione teatrale messa in scena dagli stessi locali del massacro di Mueda, avvenuto nel 1960 in rivolta all'occupazione coloniale portoghese.
Ola Balogun è il regista ed autore principale del cinema nigeriano che vede l'esplosione negli anni settanta del fenomeno teatro-cinema: registi come Hubert Ogunde e attori comici come Moses Olaiya Adejumo (noto come Baba Sala), Adayemi Folayan (detto Ade Love), Duro Ladipo si convertono alla settima arte, trasfondendovi le caratteristiche principali del teatro e della drammaturgia del periodo. Lo stesso Balogun è regista ma anche scrittore, giornalista, drammaturgo e produttore. L'ibo, molto diffuso in Nigeria, è la lingua parlata nel primo film di Balogun, Amadi (1974) ma è con Ajan Ogun, in lingua yoruba, che nasce il musical cinematografico nigeriano.
Il Burkina Faso vive la sua âge d'or cinematografica negli anni di presidenza del compianto Thomas Sankara (1983-1987) che sostiene e promuove le attività del Fespaco; dunque è a partire da questi anni che il cinema burkinabé si sviluppa ad opera di illustri esponenti come Gaston Kaboré e Idrissa Ouédraogo: Wênd Kuuni di Kaboré e i corti di Moustapha Dao si ispirano, come abbiamo visto, ai miti di fondazione e ai racconti popolari, ma è il genere della commedia grottesca che rende moltissimo in questi autori, da Pawéogo che racconta l'abbandono delle campagne a Desebagato del 1987 per la regia di Emmanuel Sanon, co-produzione Burkina Faso-Cuba.
Il Congo-Brazzaville è il paese che annovera il primo film d'amore ad opera di un regista africano: si tratta di Kaka-Yo (1966) di Sébastien Kamba mentre autori come David Pierre Fila e a Jean-Michel Tchissoukou raccontano i conflitti sociali e religiosi ed i contrasti tra passato e presente. Nell'ex Zaire (oggi Repubblica Democratica del Congo), la propaganda di Mobutu assorbe totalmente le risorse di produzione cinematografica e culturale in genere. In un suo contributo, Pierre Haffner, profondo conoscitore del cinema congolese, afferma chiaramente come la televisione sostituì qualunque altro tipo di intrattenimento. Nel 1976 Kiese Masekela Madenda presenta il suo primo lungometraggio, Le hasard n'existe pas, mentre Mambu Zinga Kwami sceglie una poetica dell'impegno politico e sociale, dedicando un film all'emarginazione delle donne africane in Europa, Moseka (1972), e un altro lavoro al tema dell'aborto clandestino (N'Gambo, 1984). Anche Mweze Ngangura realizza film di riflessione e per certi versi educativi, come il lucido ritratto filmico di Kinshasa in Kin Kiesse (1982) e le commedie sociali La vie est belle (1986) e Pièces d'identités (1988). Negli anni novanta, la commedia e la satira diventano i generi prevalenti di questo cinema che vede tra i maggiori esponenti Joseph Kumbela e Zeca Laplaine, apolidi come molti altri. I corti di Kumbela mettono in scena situazioni e conflitti infidamente razziali come in Colis postal (1997) e Feizhou laowai (1998) mentre Laplaine sceglie storie intricate e affollate di personaggi, come in Macadam Tribu, girato a Bamako nel 1996, insieme a Le clandestin, elaborando una dialettica di interazione emotiva con lo spazio, come nello struggente Paris: xy del 1999, storia di un dramma coniugale tra un africano e una francese che vivono a Parigi.
Il cinema del Ghana, la prima nazione africana a raggiungere l'indipendenza nel 1957, esordisce con il film di Sam Aryeetey sull'eroe fondatore akan e si sviluppa negli anni settanta con le commedie musicali di Egbert Adjesu (I told you so del 1970) e di Bernard Odidja (Doing their thing del 1971), mentre King Apaw ambienta il suo primo lavoro sul tema del razzismo in Germania (They call it love, 1972) e solo in seguito, negli anni ottanta, realizza film in Africa ambientati nei villaggi, sul tema del conflitto sociale e del contrasto fra tradizione e modernità (Kukurantumi 1983 e Juju, 1986 co-regia di Ingrid Metner). Nei primi anni ‘80 vengono prodotti anche i lungometraggi di Kwaw P. Ansah (Love brewed in the african pot e Heritage Africa); in seguito il cinema ghanese non ha più trovato finanziamenti e autori di cui disporre e a partire dalla seconda metà degli anni ottanta sono emersi molti autori promettenti ma in ambito londinese: Koffi Zokko Nartey e Kwame Bob Johnson ma soprattutto John Akomfrah, che realizza le opere più prestigiose. Il suo è un cinema meticcio e indipendente in cui si incontrano molteplici linguaggi dell'arte visiva in diversi formati (film, video, prodotti multimediali) all'insegna di un totale superamento della divisione netta tra fiction e documentario (tra le sue opere principali: Handsworth songs 1986, Testament 1988, A touch of the tar brush 1991, Last angel history 1996, Speak like a child 1998).
Il Benin e il Gabon iniziano a produrre lungometraggi negli anni settanta; il pioniere dell'ex regno del Dahomey è senz'altro Pascal Abinkalou che dopo una serie di documentari girati nella seconda metà degli anni sessanta esordisce con il lungometraggio Sous le signe du voudou nel 1974, in cui emerge ancora una volta la contraddizione profonda tra le pratiche della tradizione e le pressioni della modernità nei contesti urbani. Negli anni ottanta esordisce François Okioh con un film di denuncia sulla corruzione della classe politica (Ironou, 1985) ma è solo negli anni novanta che il cinema beninese comincia ad affermarsi con Falsche Soldaten di Idrissou Mora-Kpai in cui due ragazzi emigrati in Germania si fingono afro-americani per conquistare due giovani tedesche, e Barbecue-Pejo (1999) di Jean Odoutan, commedia grottesca e disincantata che ha per protagonista un contadino povero e isolato che si inventa lavori per diventare ricco e farsi una famiglia. La perdita dei valori della tradizione e del senso d'identità sono al centro del primo lungometraggio gabonese, Les tams-tams se sont tus del 1972 del regista, autore e attore Philippe Mory. Tra i protagonisti degli anni settanta e ottanta ricordiamo Louis Menale, Simon Auge, Charles Mensah e Pierre-Marie Dong. Quest'ultimo, in particolare, ha realizzato quattro lavori notevoli negli anni settanta: Identité, storia di un intellettuale che vive in prima persona il conflitto interiore tra cultura europea e cultura africana, O'Bali e Ayouma diretti insieme a Mensah, sul tema delle donne e della loro condizione nella società, ed infine Demain, un jour nouveau che racconta l'ascesa al potere del presidente Omar Bongo. Mensah dirige anche l'originale Ilombé in collaborazione con il regista francese Christian Gavary: il protagonista è un giovane uomo ossessionato dalle visioni di una donna bellissima.
Un altro lavoro molto particolare del cinema gabonese è Orega del 1999, primo lungometraggio di Marcel Sanja. Film in tre episodi, narra la storia sentimentale tra un'etnologa africana e un giovane studente, entrambi interessati alla musica tradizionale.
L'autore più rappresentativo del cinema prodotto nei paesi del Corno d'Africa (Etiopia, Eritrea, Somalia e Gibuti) è Hailè Gerima che come Ecaré avvia la sua carriera all'estero, negli Stati Uniti. La sua formazione teatrale è evidente nei primi lavori (Hour glass 1971, Child of resistance 1972, Bush Mama 1976). Il tema della schiavitù e della deportazione degli africani nelle Americhe fa da sottofondo a tutto il suo cinema che sceglie il viaggio nella storia per tenere viva la memoria sul passato.
Joseph Akouissonne, uno dei pochi registi della Repubblica Centrafricana nonché abile documentarista, ha dedicato tre film agli autori e agli eventi del cinema in Africa: Burkina cinéma nel 1986, Fespaco images nel 1987 e Africa cinéma nel 1989.
Il cinema keniota, che ha potuto contare sull'aiuto della Germania che aveva contribuito negli anni ottanta all'apertura di una scuola di cinema a Nairobi, si caratterizza tristemente per la mediocrità e i toni moralistici: dopo un esordio affidato a registi provenienti da altre nazionalità (come gli indiani Ramesh Shah e Sharad Patel) e un lungo periodo di produzione a carattere documentaristico, come Cooperation for the progress di Ingolo Wakeya del 1983 e Women in development di Mwero Wamkalla del 1984, i lungometraggi prodotti in seguito risultano piuttosto banali e didascalici: è il caso di Saikati (1992) di Anne Mungai e del suo sequel Saikati the Enkabaani (1998) o de The battle of the sacred tree (1994) di Wanjiru Kinyanjui.
In Tanzania, i primi film risalgono agli anni ottanta: Watoto Wana Haki (1984) è una fiction di Hamie Rajab sulle avventure e disavventure familiari di un perdigiorno; Muama Tumaini (1986) è il primo mediometraggio di Martin M'Hando ed è dedicato alle donne che lottano contro la burocrazia: M'Hando svilupperà le sue capacità nei film successivi Yomba Yomba (1987) e soprattutto Maangamizi: the ancient one (1998): co-diretto assieme a Ron Mulvihill, è uno dei film più raffinati della cinematografica del continente e propone interessanti chiavi di lettura della concezione di spiritualità e di essere umano.
Léonce Ngabo è uno degli autori più interessanti del cinema burundese: il suo primo lavoro, Gito, l'ingrat (1991), è una commedia divertente che racconta la vendetta di due ragazze, una francese e l'altra africana, che si scoprono fidanzate al medesimo giovane, Gito per l'appunto, studente burundese a Parigi, interpretato da uno straordinario Joseph Kumbela. Un importante contributo al cinema di documentazione è stato offerto anche da Joseph Bitamba nei lavori Ikiza: unité et guerre civile au Burundi (1993) e Les oubliés vivants (1995). Il cinema rwandese non ha ancora elaborato un vero e proprio percorso anche se fin dagli anni settanta Gaspar Habiyambéré ha lavorato su temi di interesse etnografico, per conto dell'Ufficio Rwandese dell'Informazione, con Amélioration de l'habitat rural au Rwanda (1975) e Manirafashwa, enfant rwandais (1986).
Il Sudafrica presenta una storia del cinema molto lunga e complessa: una storia dolorosa e inevitabilmente segnata dall'esperienza dell'apartheid che ha di fatto ostacolato la produzione di film autoctoni. Questa profonda ambiguità traspare nelle opere cinematografiche di questo paese. Il 1910 è l'anno del primo lungometraggio a soggetto, prodotto dalla Springbook Films: The Kimberly Diamond Robbery cui seguono, dal 1916 all'inizio degli anni trenta, una cinquantina di realizzazioni. Nel 1949, esordisce Donald Swanson con un musical, Jim comes to Jo'burg e l'anno seguente esce The Magic Garden, anch'esso incentrato sulla musica urbana; anche Zonk (1950) di Hyman Kirstein e Pennywhistle Boys (1960) di Kenneth Law utilizzano la musica locale come colonna sonora. A partire dagli anni cinquanta, il regime cerca di incrementare la produzione di film afrikaans ma gli effetti dell'introduzione di sussidi economici a favore di autori neri in molti casi portano alla realizzazione di film scadenti e ambigui, per non dire dichiaratamente razzisti (Kaptein Kaprivi, 1972 di Albie Venter). Con il pretesto di girare un film sulla musica popolare della capitale sudafricana, il newyorkese Lionel Rogosin realizza quasi clandestinamente il suo capolavoro Come back, Africa! (1959) che si muove ra realtà e fiction, raccontando le sofferenze e i drammi della popolazione nera durante il regime ma anche la grande vitalità e forza espressa sintomaticamente dalla produzione musicale locale. Il protagonista Zachariah Mgabi che, giunto nella capitale per trovare lavoro, tenta di eludere il problema della scadenza del permesso di soggiorno passando da una occupazione all'altra; i suoi excursus in miniera piuttosto che presso famiglie agiate bianche dove svolge i più svariati compiti, permettono a Rogosin di raccontare storie collettive, con sguardo appassionato e coinvolgente. Quest'esperienza cinematografica ha ispirato i tre principali cineasti di questo paese, costretti a lavorare altrove fino agli inizi degli anni novanta: si tratta di Lionel N'Gakane, originario di Pretoria, che realizza i primi due lavori in Gran Bretagna, Wukani awake (1964) e Jemina & Johnny (1965). Entrambi dedicati alla questione razziale tra bianchi e neri, questi lavori cercano di smuovere le coscienze degli individui senza suggerire soluzioni o atteggiamenti da seguire, ma semplicemente tentando di creare un ponte tra esseri umani e di diffondere un messaggio di uguaglianza e di pace; la militanza di questo regista diventerà sempre più evidente e inequivocabile, soprattutto con i film documento degli anni ottanta e novanta, Struggle of a free Zimbabwe (1972) e Nelson Mandela (1985).
Gibsen Kente è il primo cineasta nero a girare un film nel suo paese, How long (must we suffer…?) del 1976 nasce durante le rivolte di Soweto ed è immediatamente censurato dal governo. Al contrario, Simon Sabela, che dirige u-Deliwe (1975), è appoggiato dal regime. L'esule Nana Ma Homo realizza diversi film-documento, tra cui Phela Ndaba (1970) e Last grave at Dimbaza (1974); tra i lavori più significativi del cinema di resistenza sudafricano, spicca il lavoro collettivo del 1990 intitolato significativamente Fruits of defiance, presa di coscienza politica di un giovane delinquente, interpretato dallo scrittore e drammaturgo, nonché co-sceneggiatore Thomas Mogotlane. Tra i registi dell'opera, figura Jimi Matthews che è anche l'autore di How I'd love to Feel Free in My Land (1989), un viaggio nella musica nera degli anni ottanta. Michael Hammon esordisce nel 1991 con un thriller elaborato e complesso, Wheels & deals, interamente girato a Soweto, che racconta di un sindacalista apparentemente integerrimo, coinvolto in un traffico di auto rubate.
Molto interessante e apprezzato risulta essere il film di Warren Wilensky del 1994, The cage, storia di un bianco e di un nero che condividono la cella in carcere nei primi mesi dopo la fine dell'apartheid. Particolarmente prolifico è il cineasta William Kentridge, autore di film perlopiù di animazione, in cui propone la sua personale visione dell'apartheid e del post-regime (tra i suoi lavori più significativi, Johannesburg, 2nd Greatest City After Paris, 1988 Monument, 1990 e Felix in exile del 1994). Anche in Zimbabwe, il cinema ha saputo dare voce a diversi autori locali e non, raccontando storie di vita nella più ampia cornice della storia nazionale ed internazionale: tra i principali autori, si annoverano senz'altro Michael Raeburn (Rhodesia Countdown, 1970 e The grass is singing, 1982) e Albert Chimedza, autore del mediometraggio Fight for Indipendance del 1981 e del documentario Jazztales '97, prodotto dalla Rai per documentare la tournée estiva di un ensemble di suonatori di m'bira, lo strumento lamellofono della tradizione locale, ospiti del Festival musicale italiano “Umbria Jazz”.

### Temi, tendenze, generi
Si è visto come il cinema africano si sia sviluppato nel tempo e nello spazio, utilizzando diversi formati e avvalendosi di molteplici supporti: come qualunque altra cinematografia, anche questa ha dato molto spazio ad alcuni generi (la commedia sociale in primis, ma anche il musical e il film-documento) e ha prodotto, soprattutto dagli anni settanta, un numero considerevole di opere di grande spessore. I film drammatici traggono generalmente il soggetto da miti, racconti orali e dalle pratiche della tradizione culturale e della storia dell'incontro con gli europei, quelli comici e satirici mettono in scena i problemi della società e della famiglia, dalla vita matrimoniale poligamica alla condizione della donna e ai conflitti generazionali tra gli anziani della tradizione e i giovani della modernità, ma non mancano contaminazioni e sperimentazioni in certi casi molto efficaci. Lo spazio del villaggio e i problemi della vita rurale sono al centro di diversi capolavori del continente: Wend Kuuni (1982) e Rabi (1991) di Kaboré ma anche Yaaba (1989) e Tilai (1990) di Ouédraogo, Mossane (1995) di Safi Faye, così come le dinamiche di vita nella realtà urbana e le difficoltà connesse sono affrontate da autori importanti, con risultati davvero considerevoli: è il caso di film come Zan Boko (1988) di Kaboré e Macadam Tribu (1996) di Laplaine. Più raramente, incontriamo film di ispirazione religiosa, pur essendoci numerosissimi rimandi al sacro, alle sue forme e alle sue pratiche in riferimento al cristianesimo come ai culti tradizionali animisti; appare forse diversa la relazione con l'islamismo, soprattutto nelle aree dove esso esercita una notevole pressione sociale.
Il rito d'iniziazione è uno dei temi più frequenti, a volte in accezione di viaggio personale e spirituale (Tiyabu-biru, 1978 di Moussa Yoro Bathily), più spesso in forma critica come in Sembène (Emitai, 1971 e il recentissimo Moolaadé) e in Cissé (Finyé, 1982): questi autori, pur enfatizzando la potenzialità suggestiva delle pratiche tradizionali e dei comportamenti umani ad esse collegati, cercano di proporre una visione più ampia della realtà. Una visione precisa e molto ironica del fanatismo religioso africano è presente nel film dell'avoriano Gnoan M'Bala Au nom du Christ del 1993, in cui si mettono in scena i problemi legati alle sette religiose. Il tema della magia e della stregoneria è presentato spesso in modo ambivalente dagli autori del cinema africano: lo stregone viene ridicolizzato, ridotto alla stregua del ciarlatano in Yaaba di Ouédraogo, del 1989, così come il suo potere sulla gente comune genera contrasti e litigi in Xala (1975) di Sembène, mentre in opere come Le medecin de Gafiré di Moustapha Diop del 1983, la figura dello stregone presenta una connotazione totalmente positiva e benefica, capace di trasformare la tradizione mettendola in relazione alla contemporaneità.
La ricchezza e la complessità dei rituali africani è un altro tema rinvenibile in moltissime opere a partire da Yeelen di Cissé, del 1987, dedicato alla società d'iniziazione Komo presso i Bambara, e a finire con un altro lavoro molto apprezzato, Ta Dona (1991) di Adama Drabo. Meno frequenti invece i film dedicati al tema dell'amore o a quello della morte.
Questa cinematografia si occupa molto del tema dell'identità e della nazionalità, incorrendo spesso nella censura: è il caso di Baara di Cissé, Réou-Takh (1972) di Traoré, Kaddu Beykat (1975) della Faye e i due film di Jean-Marie Teno Afrique, je te plumerai (1992) e La tête dans les nuages (1994), e sviluppa molteplici poetiche sul viaggio, inteso come viaggio iniziatico ma soprattutto viaggio d emigrazione dal villaggio alla città.
Le immagini e i personaggi del cinema africano sono spesso ambivalenti, come si è visto per il griot, lo stregone, l'uomo di potere, ma anche gli elementi della natura (acqua, vento, pioggia, alberi) vengono rappresentati in forma doppia ed in funzioni metaforiche.
Férid Boughedir ha individuato le "grandi tendenze" del cinema di autori africani che ha classificato come segue:
- Tendenza politica
- Tendenza morale o moralistica
- Tendenza narcisistica
- Tendenza culturale
- Tendenza di mercato

All'origine di queste cinque principali caratteristiche ci sarebbe l'eterna opposizione tradizione/modernità esplicitata nei contrasti villaggio/città, medicina moderna/medicina tradizionale, ecc. Alla prima tendenza fanno riferimento quei registi che si impegnano progressivamente a prendere in esame nei loro lavori i problemi sociali, politici ed economici in cui lo scontro tra vecchio e nuovo si manifesta come lotta per il potere. Si tratta di un cinema di denuncia che lotta contro l'oppressione risvegliando le singole coscienze degli spettatori. Boughedir cita in particolare l'opera di Sembène, di Hondo, di Traoré e di Teno.
Gli autori dalla tendenza morale o moralistica descrivono duramente la realtà in contrapposizione dell'Africa decolonizzata ed esprimono un favore nei confronti della tradizione, vista come guscio protettivo rispetto al mondo caotico e degenerato della modernità: si tratta di film come F.V.V.A. (1972) di Alassane o Etoile noire (1976) di Maiga, mentre la tendenza narcisistica è ascrivibile secondo il critico cinematografico ad autori che non prendono una posizione precisa e perpetuano la crisi dell'identità africana, senza spingere verso alcun cambiamento o trasformazione, come Pierre-Marie Dong (Le nouveau venu 1976) e Richard De Medeiros (Silence et feu de brousse, 1972).
Un cospicuo numero di autori si dedica invece alla tendenza culturale, traendo ispirazione dalle pratiche tradizionali e ai loro risvolti nella società attuale. L'esponente più autorevole di questa corrente è Gaston Kaboré che ritiene di non dover rimanere nostalgicamente legato al passato ma neanche di lasciarsi assorbire completamente dal moderno: è nella via di mezzo in cui si recuperano gli elementi fondamentali della propria identità integrandoli con le nuove istanze vigenti che si può sperare di progredire e di migliorare le situazioni contingenti dell'Africa.
Allo stesso modo, Dikongue-Pipa proponeva già nel 1976 in Muna Moto precisi gesti, oggetti e pratiche formali necessarie a mantenere saldo il culto degli antenati senza lasciare che fosse esso a sopprimere la vita delle donne. Alla tendenza culturale appartengono anche tutte le opere dedicate alla figura del griot o ad altri esponenti della tradizione, i film ispirati al mito e alle favole, quelli che descrivono i comportamenti, le aspirazioni e le idee delle persone comuni: si tratta di opere che esplorano diversi livelli di lettura e che non possono essere incasellate in maniera troppo schematica. Autori come Ouédraogo, Sissoko, Cissé, Kaboré, Sembène, Mambéty presentano delle poetiche molte complesse e variegate, che si sviluppano nel tempo e dovrebbero essere trattate singolarmente.
Infine, la tendenza commerciale poco sviluppata dalla cinematografia africana raggruppa film e video per il cinema ma anche prodotti televisivi e documentari esplicitamente a scopo d'intrattenimento come Cameroon Connection (1986) di Alphonse Béni e L'appât du gain (1981) di Jules Tackam. Secondo Boughedir, il cinema africano anglofono, in particolare quello della Nigeria e del Ghana, ha sviluppato questa corrente, segnando un profondo dislivello rispetto alle altre arti molto sviluppate e apprezzate come la letteratura, il teatro, la poesia, le arti figurative e la musica, eccezion fatta per il grande autore nigeriano Ola Balogun.
Come nota acutamente Francesca Colais, nel cinema del continente africano manca quasi totalmente la figura dell'eroe d'azione: quest'assenza è dovuta ad una caratteristica precisa del concetto di arte africana nella sua accezione più ampia. Lo scopo ultimo di qualunque opera in questi contesti è generalmente quello di trasmettere il patrimonio culturale a vantaggio della collettività. Come sottolinea Jacques Binet:
“Gli individui sono raramente messi in vista; ciò che conta è la famiglia, il villaggio. Ciascuno deve imparare a piegarsi al gruppo, a rispettare il ruolo che gli viene assegnato. Per parte loro, i bambini sono educati a non compiacersi nell'individualismo, a comportarsi in funzione degli altri. Farsi notare, uscire dalla media è mal visto e genera diffidenza. Tutto ciò non favorisce certo la nascita dell'eroe.”
Soprattutto i cineasti della prima generazione hanno sempre dichiarato di voler promuovere attraverso la loro creatività una educazione critica delle masse, superando il limite determinato da questa impronta realistica e a volte di denuncia ma sviluppando contemporaneamente un cinema altamente dotato di senso estetico e formale. Kaninda considera in stretta relazione l'uso della figura eroica e la poetica ideologica dell'autore/regista: se c'è conflitto tra i personaggi protagonisti e il gruppo, questo corrisponde ad una contestazione di chi è dietro la camera da presa, al contrario se c'è accordo tra i protagonisti e la società in cui vivono, ciò significa che anche il regista/autore ha una visione positiva della realtà. Inoltre, con le dovute eccezioni riscontrabili in alcuni film, Kaninda sottolinea il fatto che generalmente l'eroe rappresenta l'elemento sovversivo, mentre l'autorità politica e sociale è all'interno del gruppo antagonista. Grande importanza è accordata agli anziani, considerati i detentori del sapere e della saggezza perché più vicini al mondo degli antenati rispetto ai giovani; il rapporto tra le classi d'età è assai indagato dal cinema d'autore africano, pur essendo basato più sul dialogo che sull'azione. A questo scopo, i cineasti africani elaborano una rappresentazione delle sedute sotto i grandi alberi in cui si incontrano vecchi e giovani utilizzando prevalentemente scene d'insieme e riducendo al minimo i movimenti della macchina da presa. Yaaba è l'esempio principe: basato sulla storia del rapporto tra Bila e sua nonna, relegata ai margini della società, il film presenta la vita del villaggio tra le azioni rapide e veloci dei giovani come Bila e i movimenti lenti e morbidi della vecchia nonna. Gli anziani come fonte di riflessione e sapienza, sono i personaggi chiave nel cinema africano, attraverso d loro si muove il resto del mondo: quest'aspetto si riflette nella presenza molto diffusa di protagonisti collettivi come nel caso di Finzan (1989) di Sissoko o di Neria (1992) di Godwin Mawuru, in cui due donne rifiutano, una volta rimaste vedove, di sposare i fratelli dei loro mariti, e il film si sviluppa in maniera tale che i diritti delle protagoniste e delle donne in generale vengono via via percepiti come diritti del gruppo e della società intera. I protagonisti collettivi sono ben rintracciabili anche nel film ad episodi Seye Seyeti (1998) di Safi Faye, in Jom di Makharam e in De Ouaga a Douala en passant pour Paris (1987) di Teno, in cui i protagonisti sono gli africani di oggi, dai colti e intellettuali che si incontrano nei caffè parigini a parlare di un'Africa lontana e vaga, a quelli che vivono a Yaoundé o in Sudafrica, ai vecchi di villaggio che fabbricano a mano le loro calebasse. La positività o negatività di un personaggio è difficilmente comprensibile dalle caratteristiche fisiche: il cinema africano si basa prevalentemente su ciò che i personaggi fanno. Questo porta lo spettatore a identificare come protagonista ora l'uno ora l'altro, il che permette a questi autori di presentare una comunità che agisce, più che il singolo dominante sul resto della società. Un'altra grande “assenza” nel cinema africano è costituita dalla mancanza di suspense. L'osservazione è stata elaborata da Pierre Haffner che analizza due opere rilevanti a questo proposito: Guelwaar di Sembène e il già citato Neria. Quest'ultimo racconta le vicende di una donna rimasta vedova che rifiuta la tradizione culturale per cui dovrebbe sposare il fratello maggiore del marito, cui spetterebbero anche tutti i beni. Neria non rivendica suoi diritti attraverso azioni ad effetto in cui si verificano trappole o prove da superare, come sarebbe comune nella tradizione cinematografica occidentale: al contrario, la sua vittoria si realizza semplicemente attraverso i fatti, le azioni mai spettacolari ma concrete e dirette. Nel caso di Guelwaar, invece, che rappresenta una delle opere più mature del regista senegalese, il protagonista, che è figlio di Guelwaar ormai scomparso, dopo una dura lotta per l'indipendenza del suo paese viene coinvolto in un affare molto complesso e losco che sarà risolto solo grazie all'intervento della polizia. Lo spettatore non è portato quindi ad immedesimarsi nel protagonista, che è solo il tramite per mezzo del quale si realizza una giustizia più grande. Lo stesso discorso può essere applicato a Sankofa di Gerima: la storia della deportazione viene narrata per creare nello spettatore un coinvolgimento emotivo più che una tensione sull'azione.

### Gli ultimi sviluppi
L'arte di arrangiarsi che Sembène definì mégotage più di trent'anni fa è ancora molto importante, se non fondamentale, per il cinema nel continente africano.
Il problema è di natura economica ma non solo; spesso le produzioni nazionali usufruiscono del sostegno di case di produzione e distribuzione internazionali che condizionano certamente i risultati di diffusione e fruizione da parte del pubblico africano, soprattutto per quanto riguarda le opere dei registi delle ultime generazioni. Le difficoltà del cinema in Africa sono testimoniate dalle esperienze di Cissé e di Djingarey, per citare i casi più noti. Dei 149 film presentati al Fespaco nel 1995, solo due sono stati proiettati in festival importanti al di fuori del continente: Le cri du coeur di Idrissa Ouédraogo e Le Grand Blanc de Lambaréné di Bassek Ba Kobhio.
Boughedir ha sottolineato come le richieste e le necessità dei cineasti africani siano state molto presto dimenticate e di come la diffusione della televisione costituisca un pericolo ulteriore per queste cinematografie, come era già emerso durante il seminario di Niamey.
Un aspetto nuovo e ancora poco trattato del cinema africano riguarda gli autori della diaspora nera nei Caraibi e nel Pacifico e le sempre più numerose presenze afro-americane. Dal 1992, Los Angeles ospita uno dei Festival Internazionali più importanti di questo cinema ed è proprio in queste occasioni che sta emergendo sempre più chiaramente il senso di appartenenza culturale ad un cinema panafricano mondiale. Nell'edizione del 1995 del Festival d'Afrique di Bruxelles è stato addirittura presentato il cinema della Papua Nuova Guinea, associato a quello africano per le caratteristiche sociali e culturali emerse dall'elaborazione critica: la questione del cinema panafricano richiede un'analisi molto più precisa e dettagliata in relazione al macrofenomeno del Panafricanismo e alla sua diffusione nei Caraibi e nelle isole del Pacifico.
Dalla fine degli anni novanta, il rapporto qualità-quantità della distribuzione cinematografica tra area francofona e area anglofona è di circa tre quarti delle produzioni a favore della prima; un caso a parte è costituito dalla Nigeria, in cui la distribuzione è nelle mani di case soprattutto statunitensi e libanesi, mentre i paesi dell'area lusofona stentano ancora ad incrementare le loro produzioni.
L'ormai cinquantenne cinema africano ha visto svilupparsi negli ultimissimi anni quelle tendenze già affermate: l'istanza dominante resta infatti quella dell'ambientazione urbana, cui si lega il tema dell'identità, che è ancora al centro di molte opere importanti.
Nel 1998 è morto uno dei geni assoluti del cinema africano, Djibril Diop Mambéty che impiegò ben 19 anni per completare il suo lungometraggio Hyènes e che negli ultimi tempi aveva realizzato alcune opere davvero significative: Le franc del 1995 e La petite vendeuse de soleil del '98 fanno parte di una trilogia sulla gente comune rimasta incompiuta. Nel 2007 se n'è poi andato Ousmane Sembène: la sua ultima opera, Moolaadé, nel 2004 fu l'unico film dell'Africa sub-sahariana selezionato al festival di Cannes. Continua invece l'attività cinematografica di grandi nomi della cinematografia africana come Kaboré (Buud Yam, 1997), Ouédraogo (Kini&Adams, 1997), Cissé (Waati uscito a Cannes nel 1995), Med Hondo (Watani, 1997) e Sissoko (Guimba, 1995), mentre si sta affermando una cinematografia africana al femminile, dalla regista senegalese Safi Faye (Mossane è del 1996) a Sarah Maldoror che realizza il suo ultimo film-documentario nel 1995 (Léon G. Damas) al giovane Flora Gomes, praticamente l'unico esponente del cinema in Guinea-Bissau (Po di sangui, 1996) e alla scrittrice Tsitsi Dangarembga che ha partecipato all'edizione del 1996 del Fespaco con Everyone's child. Questa tendenza è stata istituzionalizzata già nel '91 con la creazione in Burkina Faso dell'UNAFIB (Unione Nazionale delle Donne Professioniste dell'Immagine). La produzione al femminile riguarda soprattutto video e cortometraggi, come sta emergendo dalle edizioni di Festival del Cinema africano degli ultimi anni. Sono considerate particolarmente promettenti registe come Valérie Kaboré (Kado ou la bonne à tout faire, 1997) e Martine Ilboudo Condé (Un cri dans le Sahel, 1994 Le chant des fusils 2000), Paola Zerman che promuove film sulla cultura e musica di Cabo verde.

## Principali registi/autori del cinema africano
- Joseph Akouissonne (Repubblica Centrafricana)
- John Akomfrah (Ghana)
- Moustapha Alassane (Niger)
- Pascal Abinkalou (Benin)
- Sam Aryeetey (Ghana)
- Ahmed Atef (Egitto)
- Chris Austin (Sudafrica)
- Ola Balogun (Nigeria)
- Nouri Bouzid (Tunisia)
- Souleymane Cissé (Mali)
- Ibrahim Chaddad (Sudan)
- Mambaye Coulibaly (Mali)
- Moustapha Dao (Burkina Faso)
- Richard De Medeiros (Benin)
- Boubakar Diallo (Burkina Faso)
- Jean-Pierre Dikongue-Pipa(Camerun)
- Pierre-Marie Dong (Gabon)
- Adama Drabo (Mali)
- Ruy Duarte (Angola)
- Desiré Ecaré (Costa d'Avorio)
- Gaston Kaboré (Burkina Faso)
- Dani Kouyaté (Burkina Faso)
- Safi Faye (Senegal)
- Oumarou Ganda (Niger)
- Driss Chouika (Maróc)
- Hailè Gerima (Etiopia)
- Ruy Guerra (Brasile-Mozambico)
- Flora Gomes (Guinea-Bissau)
- Mahamat-Saleh Haroun (Ciad)
- Med Hondo (Mauritania)
- William Kentridge (Sudafrica)
- Mama Keita, (Guinea)
- Fadika Kramo-Lanciné (Costa d'Avorio)
- Joseph Kumbela (Repubblica Democratica del Congo)
- Ababakar Samb Makharam(Senegal)
- Sarah Maldoror (Angola)
- Djibril Diop Mambéty (Senegal)
- Martin M'Hando (Tanzania)
- Philippe Mory (Gabon)
- Fanta Régina Nacro (Burkina Faso)
- Léonce Ngabo (Burundi)
- Lionel N'Gakane (Sudafrica-Inghilterra)
- Idrissa Ouédraogo (Burkina Faso)
- Benoît Maurice Ramampy (Madagascar)
- Lyes Salem (Algeria)
- Ousmane Sembène (Senegal)
- Abderrahamane Sissako (Mauritania)
- Cheick Oumar Sissoko (Mali)
- Jean Marie Teno (Camerun)
- Mahama Johnson Traoré (Senegal)
- Paulin Soumanou Vieyra (Senegal)
- Rufth Ziman (Sudafrica)